# Henutwati
Henutwati là một vương hậu dưới thời Vương triều thứ 20 trong lịch sử Ai Cập cổ đại. Bà chỉ được nhắc đến trên cuộn giấy cói Wilbour được biên soạn dưới triều pharaon Ramesses V, do đó được xem là phu nhân của vị vua này.
Cuộn cói Wilbour được biên soạn vào năm thứ 4 của Ramesses V ghi chép lại quá trình khảo sát điền trang của vùng Trung Ai Cập. Trong đó, Henutwati, được gọi với danh hiệu "Chính thất Vương hậu", cũng có đất đai ở khu vực này. Ngoài ra, một phu nhân khác là Tawerettenru cũng được nhắc đến trong cuộn cói cũng có thể là thứ phi của Ramesses V.